# Brigitte Kren

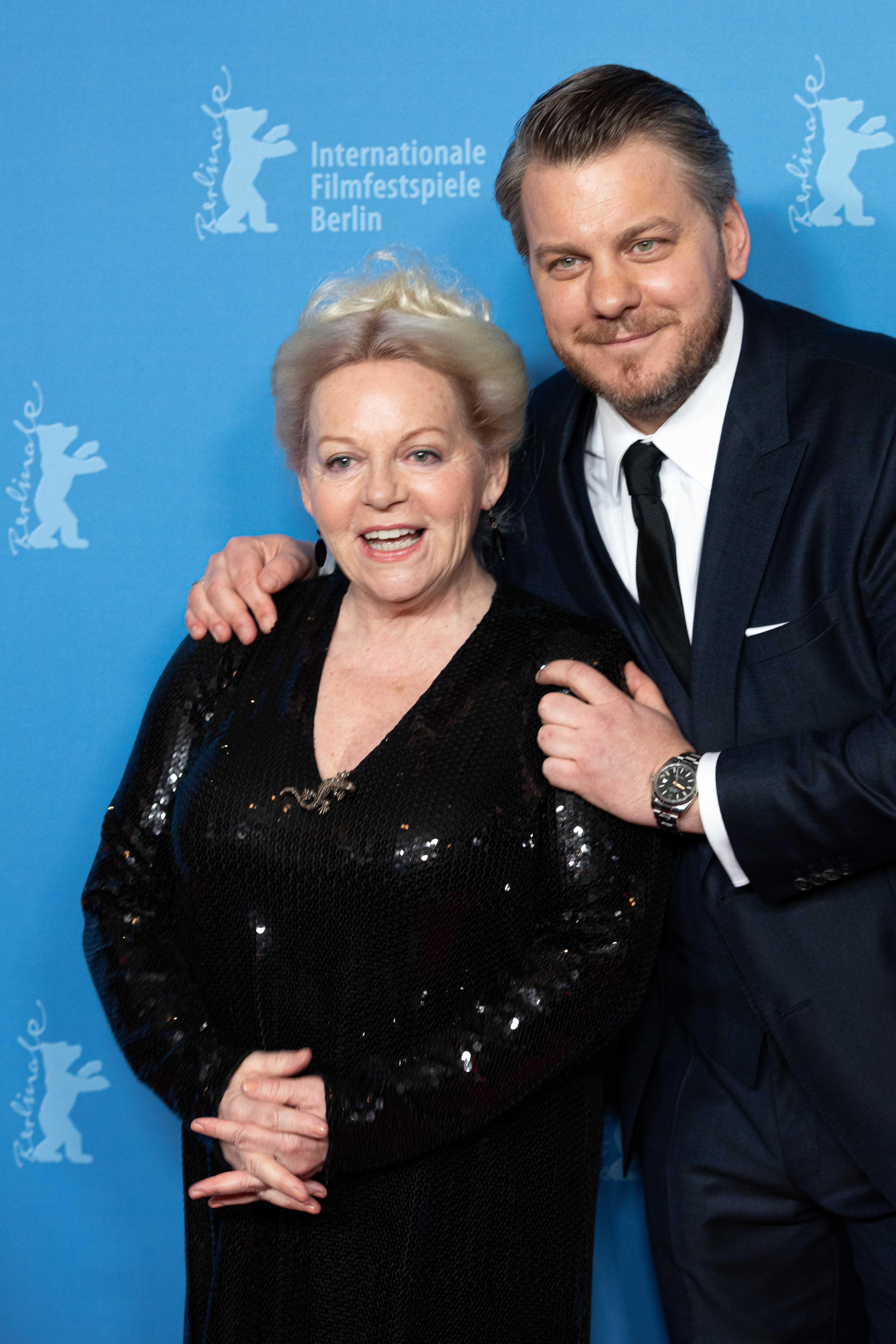
Brigitte Kren mit ihrem Sohn Marvin auf der Berlinale 2020

Brigitte Kren (* 27. Jänner 1954 in Gnas) ist eine österreichische Schauspielerin.

## Leben und Karriere
Nach den ersten Lebensjahren in der Steiermark zog die Familie von Brigitte Kren nach Linz. Dort besuchte sie die Körnerschule Linz und hatte am Landestheater Linz ihre erste Rolle. Nach der Matura absolvierte sie ihre Schauspielausbildung von 1982 bis 1986 und schloss ihr Studium mit dem Diplom ab. Zudem ließ sie sich zur Balletttänzerin und zur diplomierten Medizintechnikerin ausbilden. Auch machte sie neben ihrer Schauspieltätigkeit Karriere als Szenewirtin in Wien.
2003 wurde der Film Taxi für eine Leiche, mit Brigitte Kren in einer der Hauptrollen, mit der Romy für den besten Fernsehfilm gekürt. Ihren endgültigen Durchbruch erlangte sie mit der Rolle Maria in Vier Frauen und ein Todesfall. In dem 2009 produzierten Film The Debt spielte Kren an der Seite von Helen Mirren eine deutsche Krankenschwester. Regie führte bei diesem Film John Madden.
2012 war Kren eine von 12 Prominenten, die bei der siebten Staffel der ORF-Fernsehshow Dancing Stars teilgenommen hat. Sie erreichte gemeinsam mit ihrem Tanzpartner Willi Gabalier den vierten Platz.
Ab Herbst 2018 folgte sie als Oberst Henriette Wolf als Leiterin der SOKO Dietrich Siegl ab der fünften Folge der 14. Staffel der Serie SOKO Donau nach. In der 20. Staffel kehrte Gregor Seberg in die Serie zurück und übernahm die Nachfolge von Oberst Henriette Wolf, die sich in die Pension verabschiedet.
Ihr Sohn ist der Regisseur Marvin Kren.

## Filmografie (Auswahl)
- 1996: Kino im Kopf (Kino)
- 1997: Kaisermühlen Blues
- 1997: Suzie Washington (Kino)
- 1999: Nordrand (Kino)
- 2002: Taxi für eine Leiche
- 2002: Nacktschnecken (Kino)

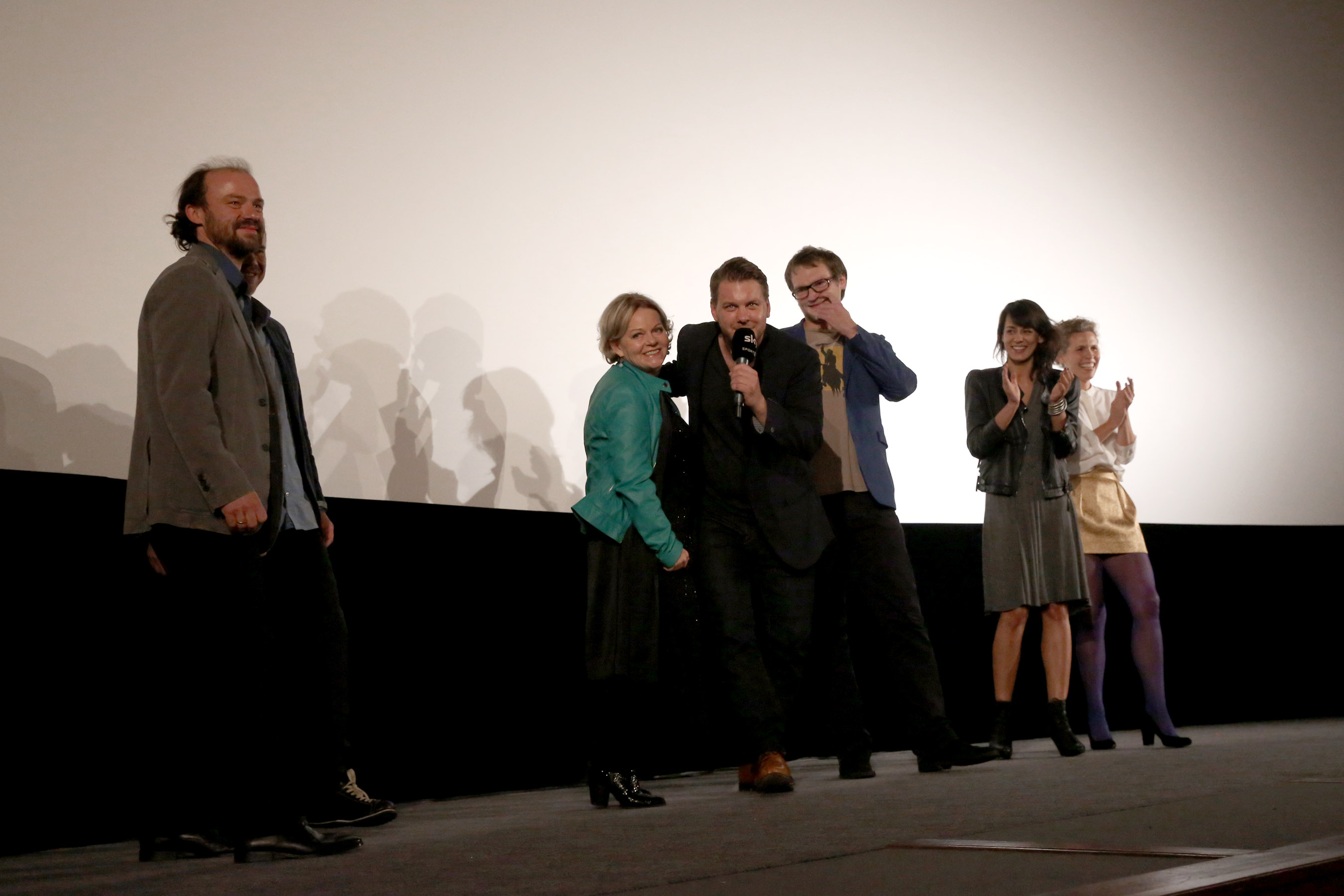
Brigitte Kren (Mitte) mit ihrem Sohn Marvin Kren bei der Österreichpremiere seines Films Blutgletscher (2013)

- 2003: Trautmann – Alles beim Alten
- 2003: In einem anderen Leben
- 2003: Kommissar Rex
- 2003: Blatt und Blüte
- 2004–2020: Vier Frauen und ein Todesfall
- 2004: Crash Test Dummies (Kino)
- 2005: Die Ohrfeige
- 2005: Brüder III – Auf dem Jakobsweg
- 2005: Der Zauberer des Regenbogens
- 2005: Slumming (Kino)
- 2006: Die Alpenklinik – Eine Frage des Herzens
- 2007: Die Alpenklinik – Aus heiterem Himmel
- 2007: Der schwarze Löwe
- 2007: Import Export (Kino)
- 2008: Schnell ermittelt
- 2008: Kleine Fische (Kino)
- 2010: SOKO Donau
- 2010: Eine offene Rechnung (The Debt, Kino)
- 2010: Rammbock
- 2011: Bollywood lässt Alpen glühen (Fernsehfilm)
- 2011: Die Tänzerin – Lebe Deinen Traum
- 2013: Blutgletscher (Kino)
- 2013: Tom Turbo – Der Film
- 2013: Und Äktschn!
- 2014: Tatort – Die Feigheit des Löwen
- 2015: Der Metzger muss nachsitzen
- 2015: Mordkommission Berlin 1
- 2015: Die Trapp Familie – Ein Leben für die Musik (The von Trapp Family: A Life of Music)
- 2017–2019: 4 Blocks (Fernsehserie)
- 2017: Die Migrantigen
- 2017: Trakehnerblut – Das Testament
- 2017: Bettys Diagnose – Grenzüberschreitung
- 2017: Geschichten rund um die Bälle
- 2018: SOKO Donau – Die Bienenkönigin
- 2018: Landkrimi – Grenzland
- seit 2018: SOKO Donau (Fernsehserie)
- 2018: SOKO Leipzig/SOKO Donau (Crossover-Folge: Der vierte Mann)
- 2019: In Berlin wächst kein Orangenbaum
- 2020: Freud (Fernsehserie)
- 2020: Annie – kopfüber ins Leben (Fernsehfilm)
- 2021: Annie – wer anderen eine Blume sät
- 2021: Stadtkomödie – Der weiße Kobold (Fernsehreihe)
- 2022: Geschichten vom Franz
- 2023: Pfau (Kino)
- 2024: Anton Bruckner – Das rätselhafte Genie
- 2024: Crooks (Fernsehserie)

## Theater
- 1984–1986: Schauspielhaus Wien
- 1986: Mallorca. (Regie: Karl Welunschek, Theatergruppe 80).
- 1989: Liebesgeschichten und Heiratssachen. (Regie: Karl Welunschek, Theater Der Kreis).
- 1992: Der Färber und sein Zwillingsbruder. (Regie: Karl Welunschek, Rabenhof Theater).
- 1992/1993: Ensemble Theater Wien
- 1992: Change. (Regie: Karl Welunschek, Rabenhof Theater).
- 1993/1994: Theater in der Josefstadt, Rabenhof
- 1993: Aus dem Leben Hödelmosers. (Regie: Karl Welunschek, Rabenhoftheater).
- 1993: Der Prix Martin. (Regie: Karl Welunschek, Rabenhoftheater).
- 1996: Sladek oder die Schwarze Armee. (Regie: Karl Welunschek, Ensembletheater am Petersplatz).
- 1998: Effi Briest. (Regie: Karl Welunschek, Tourneetheater Erich Kuhnen, Tournee Deutschland, Schweiz, Luxemburg, Italien).
- 2000: Volksvernichtung. (Regie: Karl Welunschek, Kabelwerk Wien / Theater mbH).
- 2002: Geschichten aus dem Wienerwald. (Regie: Michael Sturminger, Sommerspiele Perchtoldsdorf).
- 2005: Jacobowsky und der Oberst. (Regie: Maria Happel, Festspiele Reichenau).
- 2006: Rosa Riedl, Schutzgespenst. (Regie: Ulla Theißen, Theater der Jugend Wien).
- 2009: Kinder der Sonne. (Regie: Beverly Blankenship, Festspiele Reichenau).
- 2010: Der Widerspenstigen Zähmung. (Regie: Adi Hirschal, Wiener Lustspielhaus)
- 2011: Romeo und Julia. (Regie: Adi Hirschal, Wiener Lustspielhaus).
- 2014 Othello. Ein Schlechter in Hernals. (Regie: Adi Hirschal, Wiener Lustspielhaus).
- 2024: Die lustige Witwe. (Regie: Mariame Clément, Volksoper Wien).
- 2024: Lumpazivagabundus. (Regie: Robert Meyer, Festspiele Reichenau)